# 亚历山德拉·伊德
亚历山德拉·伊德（英語：Alexandra Eade，1998年1月15日—），澳大利亚女子竞技体操运动员。她曾代表澳大利亚参加2018年英联邦运动会体操比赛，获得女子自由体操金牌和女子团体全能铜牌。